# Eric Christian Olsen
Eric Christian Olsen (Eugene, 31 maggio 1977) è un attore statunitense.

## Biografia
Nato nell'Oregon, figlio di Paul Olsen, professore di inglese e Jeanne, cappellana. Cresce nell'Iowa, dove frequenta la Bettendorf High School, appassionandosi a varie attività sportive, come l'hockey su ghiaccio, e allo studio del giapponese.
Nel 1999 si trasferisce in California in cerca di fortuna, ben presto ottiene un'apparizione nella serie tv, prodotta da Steven Spielberg, High Incident, in seguito appare in un episodio di E.R. - Medici in prima linea e ottiene un piccolo ruolo nel film di Michael Bay Pearl Harbor. Negli anni seguenti partecipa ad alcune commedie demenziali come Non è un'altra stupida commedia americana, Hot Chick - Una bionda esplosiva e Scemo & più scemo - Iniziò così....
Nel 2004 recita nel film Cellular, dopo aver preso parte ad alcuni episodi di Tru Calling, nel 2006 recita in The Last Kiss, remake americano de L'ultimo bacio di Gabriele Muccino. Nel 2007 recita in Licenza di matrimonio e Il peggior allenatore del mondo, mentre nel 2008 lavora nei film Eagle Eye e Sunshine Cleaning inoltre prende parte anche alla terza stagione della serie Brothers & Sisters. Nel 2009 partecipa ai film Fired Up! - Ragazzi pon pon, Piacere, sono un po' incinta e alle serie TV Community e NCIS: Los Angeles.

### Vita privata
Il 23 giugno del 2012 ha sposato l'attrice Sarah Wright, dopo averla frequentata per 5 anni. La coppia ha avuto tre figli: Wyatt Oliver nato nel 2013, Esmé Olivia nata nel 2016 e Winter Story nata nel 2020. Nel 2014, in occasione della giornata mondiale per i diritti del fanciullo, insieme ad altri attori e cantanti interpreta Imagine di John Lennon.

## Filmografia

### Cinema
- Mean People Suck, regia di Matthew Cole Weiss - cortometraggio (2001)
- Pearl Harbor, regia di Michael Bay (2001)
- Non è un'altra stupida commedia americana (Not Another Teen Movie), regia di Joel Gallen (2001)
- Local Boys, regia di Ron Moler (2002)
- Hot Chick - Una bionda esplosiva (The Hot Chick), regia di Tom Brady (2002)
- Scemo & più scemo - Iniziò così... (Dumb and Dumberer: When Harry Met Lloyd), regia di Troy Miller (2003)
- Cellular, regia di David R. Ellis (2004)
- Death Valley (Mojave), regia di David Kebo e Rudi Liden (2004)
- Beerfest, regia di Jay Chandrasekhar (2006)
- The Last Kiss, regia di Tony Goldwyn (2006)
- Licenza di matrimonio (License to Wedd), regia di Ken Kwapis (2007)
- Il peggior allenatore del mondo (The Comebacks), regia di Tom Brady (2007)
- Sunshine Cleaning, regia di Christine Jeffs (2008)
- Eagle Eye, regia di D. J. Caruso (2008)
- Fired Up! - Ragazzi pon pon (Fired Up!), regia di Will Gluck (2009)
- 6 mogli e un papà (The Six Wives of Henry Lefay), regia di Howard Michael Gould (2009)
- Piacere, sono un po' incinta (The Back-up Plan), regia di Alan Poul (2009)
- La cosa (The Thing), regia di Matthijs van Heijningen Jr. (2011)
- Separati innamorati (Celeste and Jesse Forever), regia di Lee Toland Krieger (2012)
- La battaglia dei sessi (Battle of the Sexes), regia di Jonathan Dayton e Valerie Faris (2017)
- The Place of No Words, regia di Mark Webber (2019)

### Televisione
- Beyond Belief: Fact or Fiction - serie TV, 1 episodio (1997)
- Black Cat Run, regia di D. J. Caruso - film TV (1998)
- La sfida di Artù (Arthur's Quest), regia di Neil Mandt (1999) - Re Artù
- Turks - serie TV, episodio 1x08 (1999)
- E.R. - Medici in prima linea (ER) - serie TV, episodio 5x21 (1999)
- Lessons Learned, regia di Patrick Sheane Duncan - film TV (2000)
- Ruling Class, regia di John Fortenberry - film TV (2001)
- Smallville - serie TV, episodio 1x06 (2001)
- 24 - serie TV, episodio 2x07 (2003)
- Get Real - serie TV, 22 episodi (1999)
- Tru Calling - serie TV, 5 episodi (2004)
- The Hill, regia di Andy Ackerman - film TV (2007)
- Write & Wrong, regia di Graeme Clifford - film TV (2007)
- The Loop - serie TV, 17 episodi (2006-2007)
- Brothers & Sisters - Segreti di famiglia (Brothers & Sisters) - serie TV, 6 episodi (2008)
- Romantically Challenged  - serie TV (2010)
- Community - serie TV, 4 episodi (2009)
- Numb3rs - serie TV, episodio 5x17 (2009)
- 2010 Kick Buttowski: Suburban Daredevil - serie TV, 5 episodi (2010)
- Neighbors from Hell - serie TV, episodio 1x03 (2010)
- NCIS: Los Angeles - serie TV,192 episodi (2010-2023)
- Marco e Star contro le forze del male, serie animata (2015-in corso)

## Doppiatori italiani
Nelle versioni in italiano delle opere in cui ha recitato, Eric Christian Olsen è stato doppiato da:
- Stefano Crescentini in Scemo & più scemo - Iniziò così..., La cosa, Separati innamorati
- David Chevalier in 24, Piacere, sono un po' incinta
- Francesco Pezzulli in NCIS: Los Angeles, La battaglia dei sessi
- Mirko Savone in La sfida di Artù
- Mirko Mazzanti in Smallville
- Roberto Gammino in Non è un'altra stupida commedia americana
- Francesco Bulckaen in Hot Chick - Una bionda esplosiva
- Gianluca Machelli in Licenza di matrimonio
- Claudio Ridolfo in Community
- Fabrizio Manfredi in Fired Up! - Ragazzi pon pon
- Massimiliano Alto in Brothers & Sisters - Segreti di famiglia
- Davide Perino in The Last Kiss
- Alessio Ward in Sei mogli e un papà
- Francesco Venditti in True Calling
- Alessandro Tiberi in Cellular